# Ruben Rausing

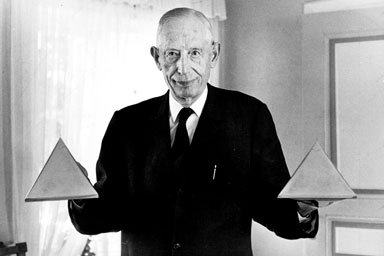
Ruben Rausing und Tetra-Pak-Verpackungen im Jahre 1965

Anders Ruben Rausing (Aussprache [ˌʁʉːbən ˈʁɑu̯siŋ], * 17. Juni 1895 in Råå, Gemeinde Raus bei Helsingborg; † 10. August 1983) war ein schwedischer Ökonom und Großunternehmer. Er war Erfinder und Vermarkter für die Verpackungsidee, die als Tetra Pak weltweite Bedeutung erlangte.
1920 machte er an der Columbia University seinen Master of Science. 1929 gründete er zusammen mit Erik Åkerlund die erste Verpackungsfirma Skandinaviens, die Firma Åkerlund & Rausing.
Auf die Idee zur Erfindung einer neuen Verpackung soll ihn seine Frau gebracht haben, als sie Wurst herstellte und dabei das Brät in die Pelle füllte. 1943 gelang es dem jungen Chemiker Erik Wallenberg, dem Ingenieur Harry Järund und dem Verkaufsleiter Erik Torudd nach vielen Versuchen den Tetra Pak, eine völlig neue Verpackung für Milch, zu entwickeln.
1951 gründete er in Lund zusammen mit Erik Wallenberg die Firma Tetra Pak AB, als Tochtergesellschaft von Åkerlund & Rausing. Die erste Abfüllanlage wurde 1952 an eine Molkerei in Lund geliefert, die damit Sahne abfüllte.
Er war der Vater von Hans (1926–2019) und Gad Rausing (1922–2000).